# Hans Eklund
Hans Patrik Eklund (nascut el 16 d'abril de 1969) és un entrenador de futbol suec i exjugador de futbol. En la seva carrera activa, Eklund va jugar set partits amb la selecció de futbol de Suècia i va ser el màxim golejador de l'Allsvenskan de 1992.

## Carrera de club
Eklund va començar la seva carrera al Mönsterås GIF. El 1987, es va traslladar a l'Östers IF. Amb 16 gols la temporada de l'Allsvenskan de 1992, va ser el màxim golejador de la lliga. Va romandre a l'Östers fins al 1997, quan es va traslladar a l'estranger per jugar al Servette FC a Suïssa. Va passar al club xinès Dalian Wanda, abans de jugar al Viborg FF a Dinamarca. Eklund va assegurar al Viborg el seu primer títol nacional, quan va marcar l'únic gol amb què el Viborg va vèncer l'Aalborg BK per 1–0 a la final de la Copa Danesa del 2000. Va tornar a Suècia per jugar al Helsingborgs IF. Eklund va acabar la seva carrera el 2003.

## Carrera internacional
Eklund va representar les seleccions de Suècia sub-17, sub-19 i sub-21 un total combinat de 33 vegades, marcant 15 gols. Va fer el seu debut internacional complet amb Suècia el 12 de gener de 1988, en una victòria amistosa per 4-1 contra Alemanya de l'Est quan va substituir Leif Engqvist al minut 71. Va fer la seva primera i única aparició competitiva amb Suècia el 19 de maig de 1993 en una eliminatòria per a la Copa del Món de la FIFA de 1994 contra Àustria, substituint Martin Dahlin al minut 86 d'una victòria per 1-0. Va disputar el seu setè i darrer partit amb la selecció el 24 de febrer de 1994 en un partit amistós contra Mèxic, jugant durant 87 minuts abans de ser substituït per Anders Andersson en una derrota per 1-2.

## Carrera com a entrenador
Quan va acabar la seva carrera activa, Eklund va ser contractat com a entrenador de l'equip juvenil a Helsingborgs IF. Més tard va ser ascendit a entrenador ajudant de l'equip. El novembre de 2007, va ser contractat com a entrenador del seu antic equip Viborg FF. Va ser acomiadat l'abril de 2009 per resultats contradictoris. El desembre de 2009 es va anunciar que s'incorporaria al Landskrona BoIS, treballant com a assistent de direcció.

## Palmarès

### Entrenador
Falkenbergs FF
- Superettan: 2013